# 아널드 피넉
아널드 피넉(영어: Arnold Pinnock, 1967년 12월 10일 ~ )은 캐나다의 배우이다.
잉글랜드 버밍엄에서 태어났다.

## 출연 작품
- 런 투 미 (2016년)
- 복스 (2015년)
- 퍼 크레이지 (2013년)
- 베이비 하프 라이 (2012년) - 그레그 스콧 역
- 체인지 오브 플랜스 (2011년)
- 리버월드 (2010년)
- 크라이 오브 더 아울 (2009년)
- 인크레더블 헐크 (2008년)
- 코벤트리의 전설 2 (2007년)
- 내겐 너무 사랑스러운 그녀 (2007년) - 벡스터 역
- 헤이디스 바이러스 (2006년)
- 코벤트리의 전설 (2005년)
- 레프트 비하인드 - 월드 앳 워 (2005년)
- 겟리치오어다이트라잉 (2005년)
- 어썰트 13 (2005년) - 칼라일 역
- 리뎀프션 (2004년)
- 뉴욕 미니트 (2004년)
- 트루 컨페션스 (2002년)
- 페이드 인 풀 (2002년)
- 아포칼립스 4 (2001년)
- 루비의 러브 어페어 (2001년)
- 다운 투 어쓰 (2001년)
- 엑시트 운즈 (2001년)
- 엑스 체인지 (2000년)
- 포화 속의 용기 - 두 가족 (1997년)
- 스티브 마티니의 인생 (1996년)

### 텔레비전
- 카테고리 6 - 지구 멸망의 날 (2004, Category 6: Day of Destruction)
- 리스너 (2009-11) - 조지 라이더 역
- 컴뱃 호스피탈 (2011, Combat Hospital) - 윌 로열 역